# Khaled Ben Yahia
Pour l’article ayant un titre homophone, voir Khaled Ben Yahia (football).
 (novembre 2022).
Si vous disposez d'ouvrages ou d'articles de référence ou si vous connaissez des sites web de qualité traitant du thème abordé ici, merci de compléter l'article en donnant les références utiles à sa vérifiabilité et en les liant à la section « Notes et références ».
Khaled Ben Yahia (arabe : خالد بن يحيى), né en 1963 à Tunis, est un oudiste tunisien.

## Performances
Ben Yahia se produit régulièrement en solo, duo, trio et quartette et participe aussi à des créations contemporaines de jazz et de musiques du monde. Il s'est produit plusieurs fois à l'opéra de Lyon et a été invité à plusieurs festivals internationaux et concerts.
Il a également composé la bande-son du film La Reine de Djerba de Jean-Paul Roux sorti en 1992.

## Discographie
- 2003 : Wissal[2]
- 2007 : Plein Sud (avec la Tribu Hérisson)